# رودلف مارتن
رودلف مارتن (بالألمانية: Rudolf Martin)‏ هو ممثل ألماني (وحمل سابقاً جنسية ألمانيا الغربية)، ولد في 31 يوليو 1967.

## أعمال

### أفلام
- (2000) مسحور[2]
- (2001) سمكة السيف[3]

### مسلسلات
- 24
- إن سي آي إس
- التحقيق في موقع الجريمة
- ميامي

## وصلات خارجية
- رودلف مارتن على موقع IMDb (الإنجليزية)
- رودلف مارتن على موقع ألو سيني (الفرنسية)
- رودلف مارتن على موقع قاعدة بيانات الأفلام السويدية (السويدية)
- رودلف مارتن على موقع قاعدة بيانات الفيلم (الإنجليزية)
- رودلف مارتن على موقع كينوبويسك (الروسية)